# Заозёрный (Амурская область)
Заозёрный — посёлок в Октябрьском районе Амурской области, Россия. Входит в Трудовой сельсовет.

## География
Посёлок Заозёрный стоит на левом притоке реки Дим (левый приток Амура).
Дорога к пос. Заозёрный идёт на юго-запад от районного центра Октябрьского района села Екатеринославка (через пос. Южный, сёла Панино и Максимовку, посёлки Увальный и Трудовой), расстояние — около 57 км.
Пос. Заозёрный — спутник административного центра Трудового сельсовета пос. Трудовой.
На юг от пос. Заозёрный дорога имеется выезд на трассу областного значения Тамбовка — Райчихинск.

## Население
| 2002 | 2010 | 2012 | 2013 | 2014 | 2015 | 2016 |
| ---- | ---- | ---- | ---- | ---- | ---- | ---- |
| 129  | ↘77  | ↘71  | ↘68  | ↗73  | →73  | ↘60  |
| 2017 | 2018 |      |      |      |      |      |
| ↗63  | →63  |      |      |      |      |      |

## Инфраструктура
- Сельскохозяйственные предприятия Октябрьского района.